# Карл Емануил II Савойски
Вижте пояснителната страница за други личности с името Карл Емануил.
Карл Емануил II Савойски (на италиански: Carlo Emanuele II di Savoia; * 20 юни 1634, Торино, Савойско херцогство, † 12 юни 1675, пак там) е 14-и херцог на Савоя, принц на Пиемонт, маркиз на Салуцо, граф на Аоста, Мориен, Асти и Ница, херцог на Немур и на Гент, крал на Кипър и Йерусалим през 1638 – 1675 г.

## Произход
Той е трети син на Виктор Амадей I Савойски (* 1587, † 1637), 12-и херцог на Савоя и принц на Пиемонт, титулярен крал на Кипър и Йерусалим, и на принцеса Кристина Френска (* 1606, † 1663). Негови дядо и баба по бащина линия са Карл Емануил I Савойски, херцог на Савоя, и испанската инфанта  Каталина-Микаела Испанска, а по майчина – френският крал Анри IV и Мария де Медичи. Има двама братя и четири сестри:
- Лудвиг Амадей (* 1622; † 1628), принц на Савоя
- Лудовика Кристина (* 1629; † 1692), принцеса на Савоя, съпруга на чичо си кардинал Маврикий Савойски
- Франц Хиацинт (* 1632, † 1638), 13-и херцог на Савоя
- Маргарита Виоланта (* 1635; † 1663), съпруга на Ранучо II Фарнезе, херцог на Парма
- Катерина Беатрис (* 1636; † 1637), принцеса на Савоя
- Хенриета Аделхайд (* 1636; † 1676), курфюрстина на Бавария като съпруга на Фердинанд Мария Баварски

## Управление
Карл Емануил II се възкачва на трона през 1638 г. след смъртта на брат си Франц Хиацинт.

### Борба с валденсите
През 1655 г., подтикван от майка си – католичката Кристина Френска, изпраща маркиза на Пианеца със своите бойци да възстановят реда в долините на валденсите. Планът е изготвен от Римската конгрегация за разпространяване на вярата и изкореняване на еретиците. Валденсите, сега прехвърлени в гетото, състоящо се от долините Пеличе, Джерманаска и Кизоне, приютяват военните по домовете си без подозрение, но на Велика събота, след сигнал, започва клане, което влиза в историята с името Пиемонтски Великден, по време на което жестокостите, извършени срещу жени и деца, предизвикват ужаса на протестантските нации. Оливър Кромуел приема отчаяния призив на пасторите, избягали от плен, карайки пуританска Англия да се заинтересува от спасението на валденската общност; с трескава дипломатическа работа той заинтересува Женева и протестантските кантони и дори министъра на Луи XIV – кардинал Мазарини, за да се сложи край на унищожението на народ, който не е проста част от протестанткия свят, а представлява връзката на протестантството с апостолската епоха.

### Вътрешни реформи
Действителното царуване на Карл Емануил II обаче започва едва през 1663 г., след смъртта на вдовстващата херцогиня – активна и енергична жена. По време на нейното регентство обаче много от проблемите, които измъчват Пиемонт, се влошават: държавната хазна е изпразнена, военната система се разпада, много общини са оставени без добри администратори. Освен това в международната област възниква напрежение с протестантските страни от Северна Европа след преследванията срещу валденсите през 1655 г. Връщането на държавата в правия път е трудната задача, пред която се изправя Карл Емануил II. Реформите започват с армията. След като уволнява наемниците – дотогава са гръбнакът на армията на херцогството и чиято цена е станала непропорционална, той създава пет нови изцяло пиемонтски полка: „Пиемонт“, „Савоя“, „Монферат“, „Салуцо“ и „Стражите“. Възстановена е и конницата, а старите, полуразрушени укрепления са обновени. Реформите, желани от херцога, са добре приветствани и от Италианските държави, като венецианският посланик описва ситуацията в Савоя по следния начин: „Херцогът на Савоя може да се похвали, че е единственият принц на Италия, който поддържа древната ценност на нацията жива сред своя народ.“ Полагат се грижи и за образованието: през 1661 г. херцогът създава нещо като обществено училище, чиито разходи се плащат директно от общините. Също така заинтересуван от подобряване на стандарта на живот на своето население, той провъзгласява декрет, забраняващ просията, като нарежда на Благотворителната болница да се грижи за бедните просяци.
Градовете се радват нов Ренесанс благодарение на голямата любов на принца към изкуствата. Торино претърпява пълна градска трансформация, която продължава и през годините на регентство на Мария Йоанна Батиста Савойска-Немур и след това при Виктор Амадей II, благодарение на намесата на известни художници. По време на управлението на Карл Емануил II е създаден големият площад „Сан Карло“ в града по проект на Карло ди Кастеламонте. През онези години Карло ди Кастеламонте проектира и големия Замък в Риволи, докато неговият син Амедео работи върху Кралския дворец във Венария Реале.

### Външна политика
Братовчед на краля на Франция Луи XIV, Карл Емануил II подкрепя неговата политика, като му помага в Деволюционната война (1667 – 1668) и в Холандската война (1672 – 1678). Той също така помага на венецианците в това, което по-късно се нарича Кандийска война, като изпраща два от своите полка на Крит. Маркиз Джанфранко Вила, ръководител на експедицията, има херцогско разрешение да може да бъде войник на заплата на Венеция.
Единственият опит за разширяване на херцогството е направен, когато Карл Емануил II планира окупацията на Генуа през 1674 г. Рафаеле дела Торе – генуезки емигрант, който планира държавния преврат, е разкрит. Последвалата война, макар и кратка, е спряна от намесата на Луи XIV, който принуждава страните да сключат мир на 18 януари 1675.
По време на управлението на Карл Емануил II има важни разногласия с калвинистите от Женева, дори граничещи с религиозна война, но всичко е прекъснато от внезапната му смърт през юни 1675 г. Погребан е в Параклиса на Торинската плащеница.

## Брак и потомство
Карл Емануил II се жени два пъти:
∞ 1. за Франсоаза-Магдалена Орлеанска (* 13 октомври 1648, Сен Жермен ан Ле; † 14 януари 1664, Торино), принцеса на Франция и на Орлеан, от която няма деца.
∞ 2. 20 май 1665 за Мария Йоанна Батиста Савойска-Немур, от която има един син:
- Виктор Амадей II Савойски (* 14 май 1666, Торино; † 31 октомври 1732, Монкалиери), 15-и херцог на Савоя (1675 – 1720, 1730 – 1732), крал на Сицилия (1713 – 1720) и първи крал на Сардиния (1720 – 1730). Освен това той е принц на Пиемонт, маркиз на Салуцо, херцог на Монферат (1708 – 1730), граф на Аоста, Мориен и Ница (1675 – 1720); ∞ 1. 6 май 1684 в Шамбери за френската принцеса Анна-Мария Орлеанска (* 27 август 1669 † 26 август 1728), от която има шест сина и четири дъщери 2. 12 август 1730 г. Торино (морганатично) за Анна Каналис, графиня на Кумиана (* 23 април 1680; † 11 април 1769), която става маркиза на Спиньо, от която няма деца. Има две извънбрачни дъщери от дългогодишната си любовница Жана Батиста Женевиева д'Албер, херцогиня на Люин.

Има и пет извънбрачни деца̠:
От Мария Йоанна ди Трекесон, съпруга на маркиз Помпилио Бенсо ди Кавур, има един син и две дъщери:
- Кристина Иполита (* 1655, † 1730), ∞ за Карло Бесо Фереро-Фиески, принц на Масерано, от когото има три дъщери;
- Луиза Аделаида (* 1662, † 1701), монахиня в Манастира на посещението в Аоста.
- Йосиф ди Трекесон (†1736), абат на Сесто и Лучедио.

От Габриела ди Месм дьо Марой, графиня на Ланце, има двама сина:
- Франц Августин, граф на Ланце и на Виново, ∞ за Барбара Пиосаско ди Пиобези;
- Карл, наречен „Калавер Карлино“